# Limnephilus fuscicornis
Limnephilus fuscicornis är en nattsländeart som först beskrevs av Jules Pièrre Rambur 1842.  Limnephilus fuscicornis ingår i släktet Limnephilus och familjen husmasknattsländor. Arten är reproducerande i Sverige. Inga underarter finns listade i Catalogue of Life.